# ヤコブス・デ・ウォラギネ
ヤコブス・デ・ウォラギネ（Jacobus de Voragine, 1230年? - 1298年7月13日）は、中世イタリアの年代記作者でジェノヴァの第8代大司教。ヨーロッパで最も広く読まれたキリスト教の聖者・殉教者たちの列伝である『黄金伝説』（Legenda aurea）の作者。その名前はJacobus de VoragineかJacobus a Voragine（ラテン語形）、Jacopo da Varagine（イタリア語形）が多く用いられる。カトリック教会で福者。

## 生涯
ジェノヴァ市の西方にある小都市ヴァラッツェ近郊に生まれたとされる。ヴァラッツェにあるドミニコ会の学校へ通い、1244年に「救世主の天恵」によりドミニコ会に入会。その次の年に総会長ヨハネス・テウトニクスがジェノヴァに立ちよったさいに、ヤコブスを短期間ドイツのケルンに伴い、そこで初めて5歳年長のトマス・アクィナスに出会っているという説もある。
伝承によるとヤコブスはボローニャとパリで学び、教父学と典礼学に詳しかったとされるが、彼の名に付け加えられる神学者・学士・修士・博士などの肩書きは、後世が勝手につけた称号と考えられる。
1251年と1253年には托鉢と巡回を主とする説教活動に従事し、たちまち傑出した説教家という名声を獲得。その間の1252年にペトルスという同門の説教修道士が道中で殉教するという事件が起こり、ヤコブスはその著『黄金伝説』の一章を列聖されたペトルスに捧げているところから、聖者伝を執筆する構想はこのころからあったのではないかと推測される。1264年ころに修道院の副院長、やがて院長となる。1288年にはルッカ市、1290年にはフェッラーラ市で彼の地方（ロンバルディア）の代理人として会議に参加する。晩年の大作で1297年に完成したのが『ジェノヴァ市年代記』（Chronica Civitatis Januensis）である。1292年からその死までにジェノヴァ市の大司教を務める。遺体は修道院の教会（現在のサン・タゴスティーノ教会）に葬られる。その当時盛んであったグェルフ党とギベリン党の争いを融和することに熱心な「仲裁者」としての功績により、1816年にカトリック教会の福者に列せられた。

## 『黄金伝説』
ウォラギネの主著である『黄金伝説』は、1267年ころに完成した。ラテン語散文で書かれ、旧新約聖書の全体にほぼ匹敵する分量である。その最初の章は「主の降臨と再臨」をあつかい、新約聖書の終篇と直接結びつき、いわば聖書の物語を引き継ぐ形をとっている。聖人たちの伝説のみならず、ヨーロッパ中世期までに成立したキリスト教の祭日などの習慣を聖書の権威にまでさかのぼって説いている。この著作がヨーロッパ文化に与えた影響は、計り知れない。人文書院より邦訳が刊行された。現在は平凡社ライブラリー。